# Erik Ekstrand
Erik Alf Gustav Ekstrand, född 22 oktober 1979 i Östersund, uppvuxen i Sveg, är en svensk programledare i radio och tv. Han är mest känd som ena halvan av duon Erik och Mackan.

## Biografi
Ekstrand har hörts i sketcher i Deluxe i Sveriges Radio P3 och som programledare i Pussel, som lades ned i slutet av 2006. Han var programledare tillsammans med Josefin Crafoord i programmet Snyggast i klassen på TV400. Hösten 2007 testade han olika kroppsliga myter i programmet EKG i Kanal 5.
Erik Ekstrand har på senare år ofta figurerat med parhästen Mackan Edlund. Våren 2008 ledde han tillsammans med Edlund humorprogrammet Erik & Mackan - Hela och rena, samt under hösten samma år Erik & Mackan - Snygga och smärta i TV6. Under 2009 var de programledare för den andra säsongen av Hål i väggen i TV6. Han var även med i Guldfeber tillsammans med Mackan 2010, och Gumball 3000 2010, 2011 med Mackan Edlund och norrmannen Ivar Bruvoll Vamråk (2010) och Nelli Englén (2011).
Mellan 2012 och 2015 deltog Ekstrand tillsammans med Sara Young, Jörgen Lötgård och Fredrik Zander i podcasten Via Lascaris, som kom ut varje fredag klockan 09.00. Podcasten återupplivades under våren 2017 under det nya namnet Via Lascaris X2000, och nya avsnitt släpptes veckovis fram till augusti 2018 innan den återigen lades ner.

## TV-program
- Pussel
- Snyggast i klassen
- Erik & Mackan - Hela och rena (2008)
- Erik & Mackan - Snygga och smärta (2008)
- Herre på täppan (2009)
- Hål i väggen (2009)
- Guldfeber (2010)
- Gumball 3000 med Erik & Mackan (2010, 2011)
- 99 saker man måste göra innan man dör (2011)
- 99 nya saker med Erik & Mackan (2011)
- Erik och Mackan - Knäcker den manliga koden (2012)
- Världens största konspirationer med Erik och Mackan (2013)
- Nemas problemas (2015)
- Erik och Mackan gör Kentucky (2015)
- I lagens namn (2016)
- Ridiculousness Sverige (2016)
- Duellen (2017–)
- Maxat hela maskinen[4][5] (2017)
- Det Stora Racet (2018)
- 2018 – Bäst i test (TV-program)
- 2019 – Världens hemskaste sjukdomar
- 2022 – Bianca (TV-program)
- 2023 – Hotell Romantik
- 2024 – Smartare än en femteklassare
- 2024 – Hotell Romantik
- 2024 – The Floor Sverige